# Resultados do Carnaval de Macaé em 2010
Resultados do Carnaval de Macaé  em 2010.

## Grupo Especial
| Posição | Escolas               | Pontos | Ref.  | Classificação ou rebaixamento |
| ------- | --------------------- | ------ | ----- | ----------------------------- |
| 1       | Império da Barra      | 198,8  | [ 1 ] | Campeã do Carnaval 2010       |
| 2       | Unidos do Bairros     | 196,6  | [ 1 ] |                               |
| 3       | Castelo Imperial      | 196,3  | [ 1 ] |                               |
| 4       | Acadêmicos da Aroeira | 195,9  | [ 1 ] |                               |
| 5       | Pulo do Gato          | 189,7  | [ 1 ] |                               |
| 6       | Unidos do Miramar     | 182,4  | [ 1 ] | Desce para o Grupo 1 2011     |

## Grupo  1
| Posição | Escolas                  | Ref.  | Classificação ou rebaixamento |
| ------- | ------------------------ | ----- | ----------------------------- |
| 1       | Foliões das Malvinas     | [ 2 ] | Sobe para o Especial 2011     |
| 2       | Arco Íris                | [ 2 ] |                               |
| 3       | Princesinha do Atlântico | [ 2 ] |                               |
| 4       | Unidos da Vila           | [ 2 ] |                               |
| 5       | Águia da Fronteira       | [ 2 ] |                               |
| 6       | Acadêmicos do Lagomar    | [ 2 ] |                               |